# گولبرن، نیو ساوت ولز
گولبرن، نیو ساوت ولز (به انگلیسی: Goulburn) یک شهر در استرالیا است که در نیو ساوت ولز واقع شده‌است.

## نگارخانه

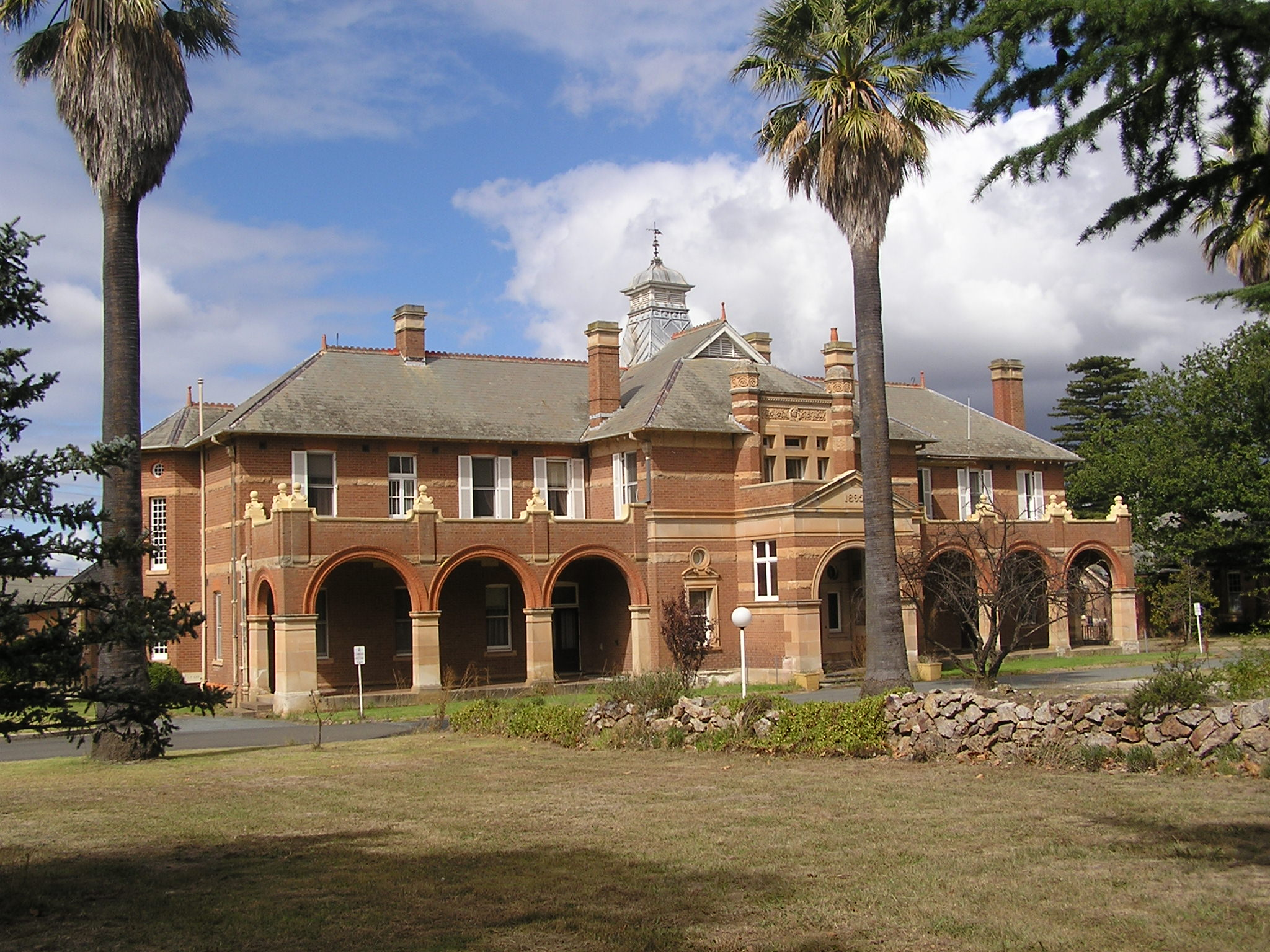
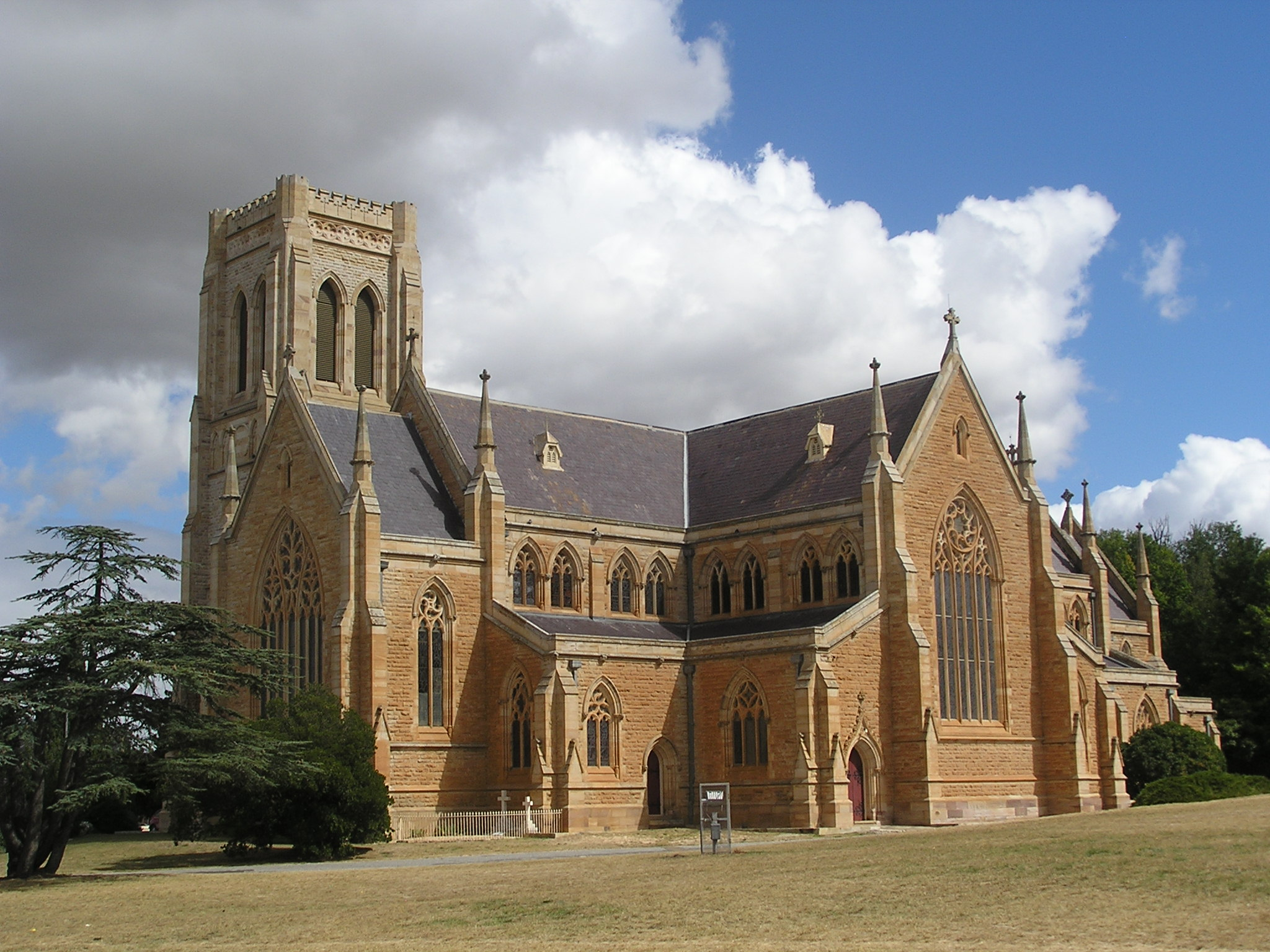
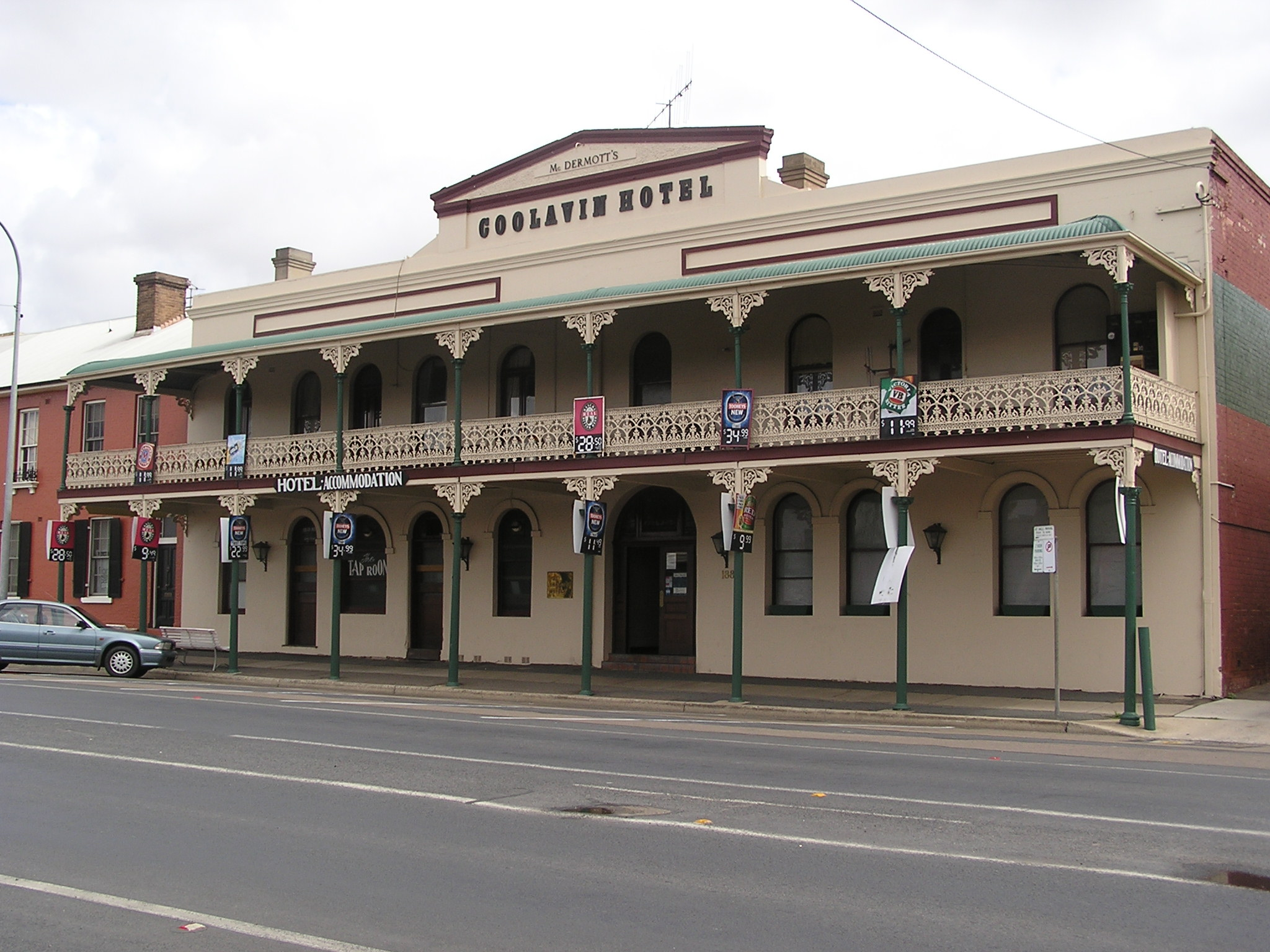
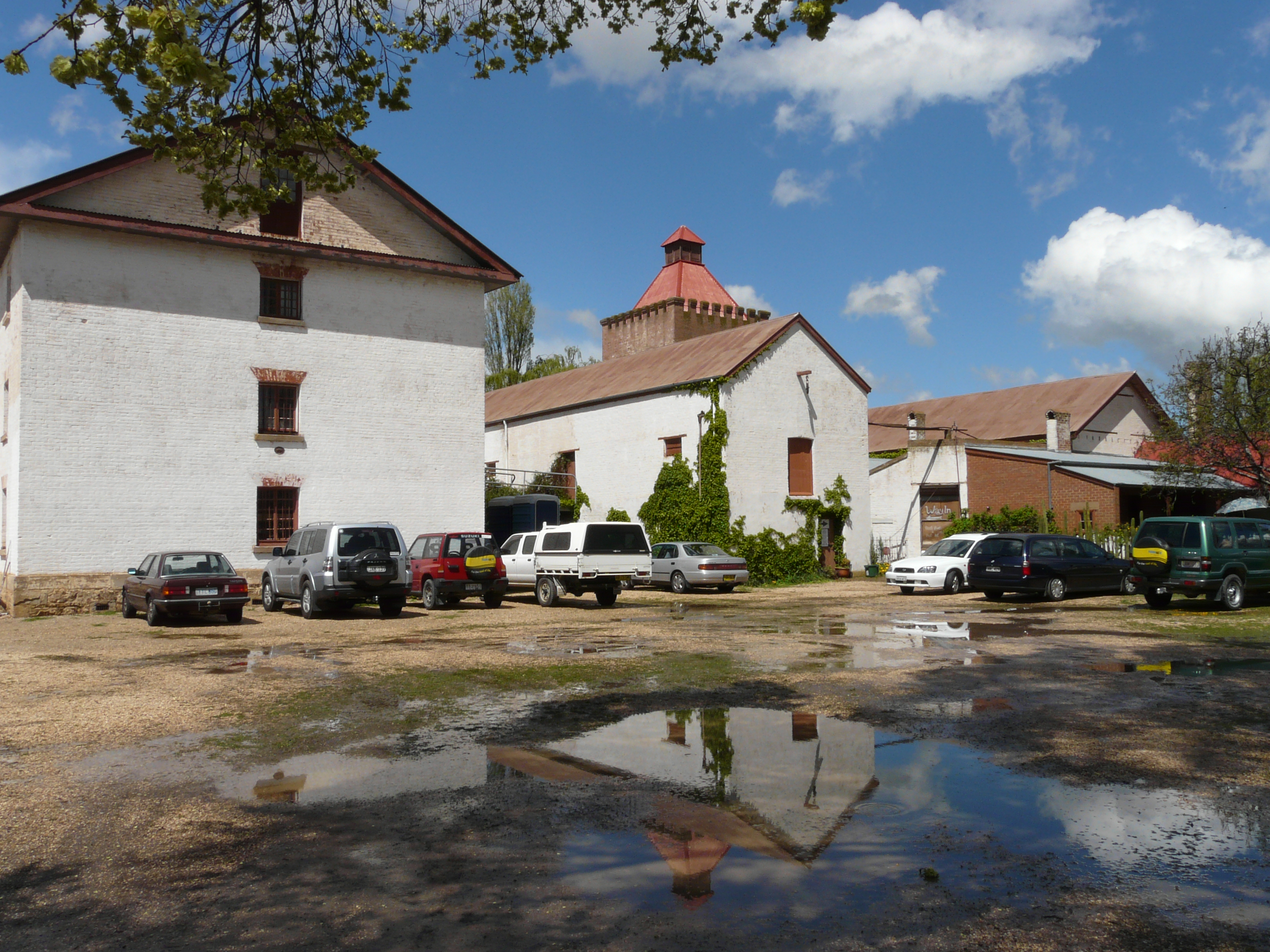
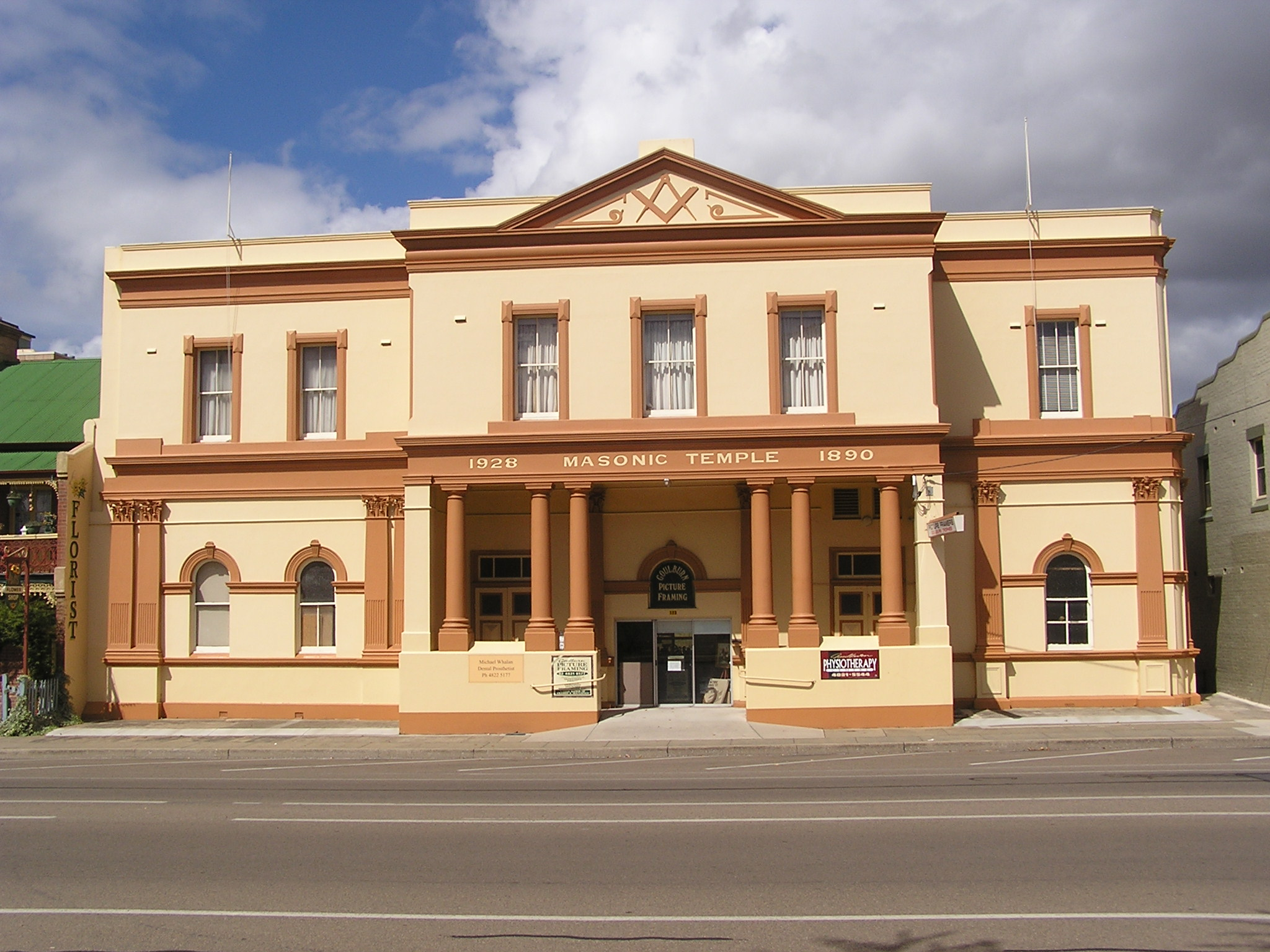
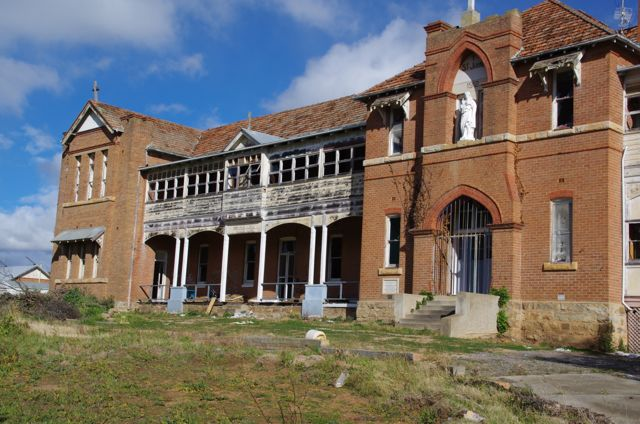
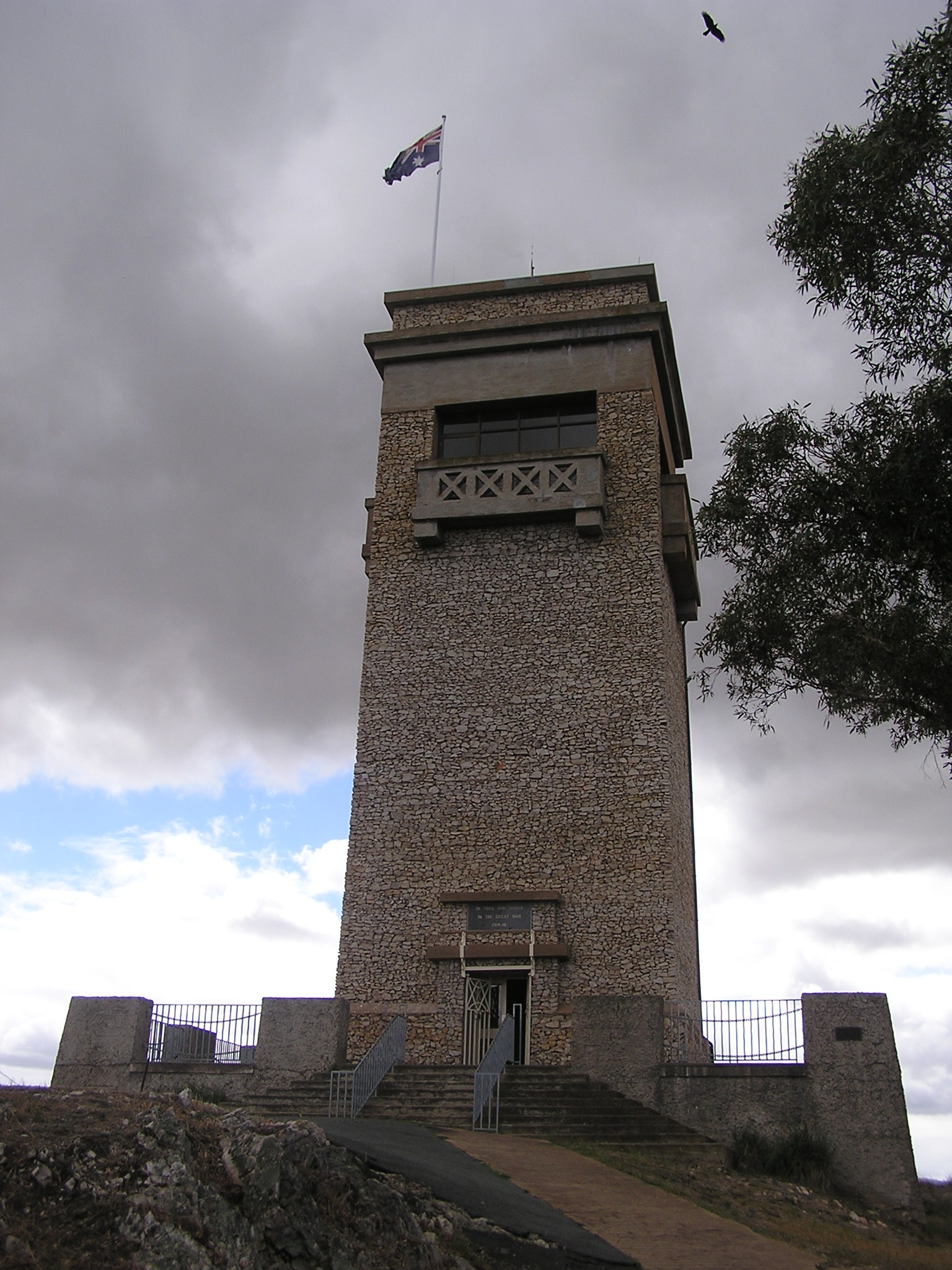
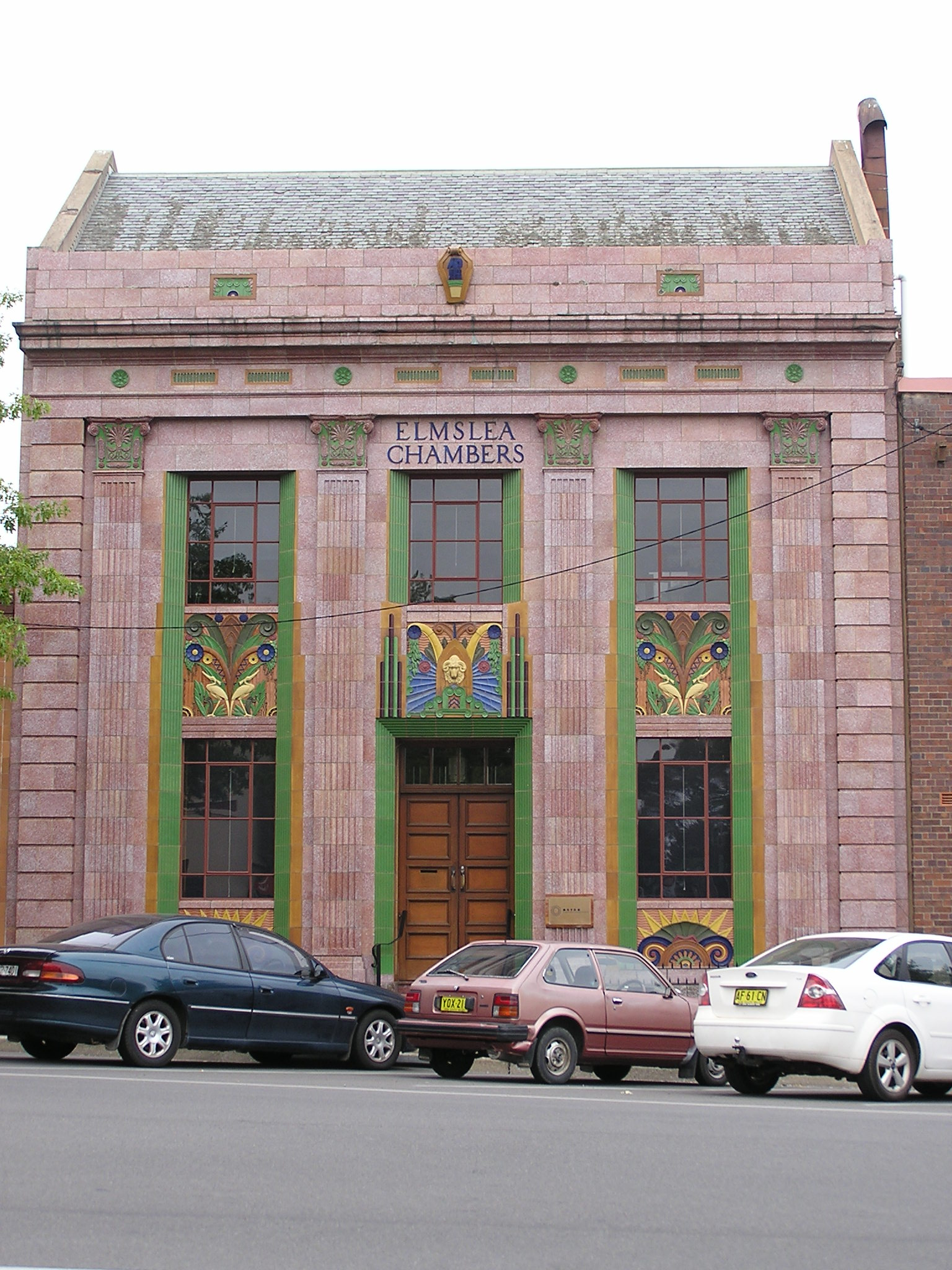